# Papageischnäbel
Die Papageischnäbel (Paradoxornithidae) sind eine Singvogelfamilie, die mit Ausnahme der Chaparralgrasmücke (Chamaea fasciata), die im westlichen Nordamerika vorkommt, hauptsächlich in China, Indien und in Südasien verbreitet ist.

## Merkmale
Es handelt sich um 10 bis 28 cm kleine, langschwänzige bräunliche Vögel. Die meisten Arten besitzen sehr hohe, seitlich abgeflachte, kurze Schnäbel. Ihr Futter besteht hauptsächlich aus Sämereien, z. B. Grassamen.

## Systematik
Die Papageischnäbel (Paradoxornithidae) wurden 1836 von John Gould als Familie der Sperlingsvögel (Passeriformes) beschrieben, nach einer Neuordnung zunächst bei den Timalien (Timaliidae) und im Jahr 2009 durch Gelang und Kollegen bei den Grasmückenartigen (Sylviidae) eingegliedert. Damit einher gingen zahlreiche Umbenennungen der binomischen Artbezeichnungen. Die früher auch den Papageischnäbeln zugerechnete Bartmeise (Panurus biarmicus) wird heute als einzige Art der Familie Panuridae betrachtet.
Cai und Mitarbeiter stellten in einer im Jahr 2019 veröffentlichten Arbeit über die Verwandtschaftsverhältnisse verschiedener Gruppen der Sylvioidea fest, dass die Paradoxornithidae eine von den Grasmückenartigen verschiedene Klade bilden und revalidierten die Familie. Papageischnäbel und Grasmückenartige sind Schwestergruppen.

## Gattungen und Arten
- Gattung Chamaea

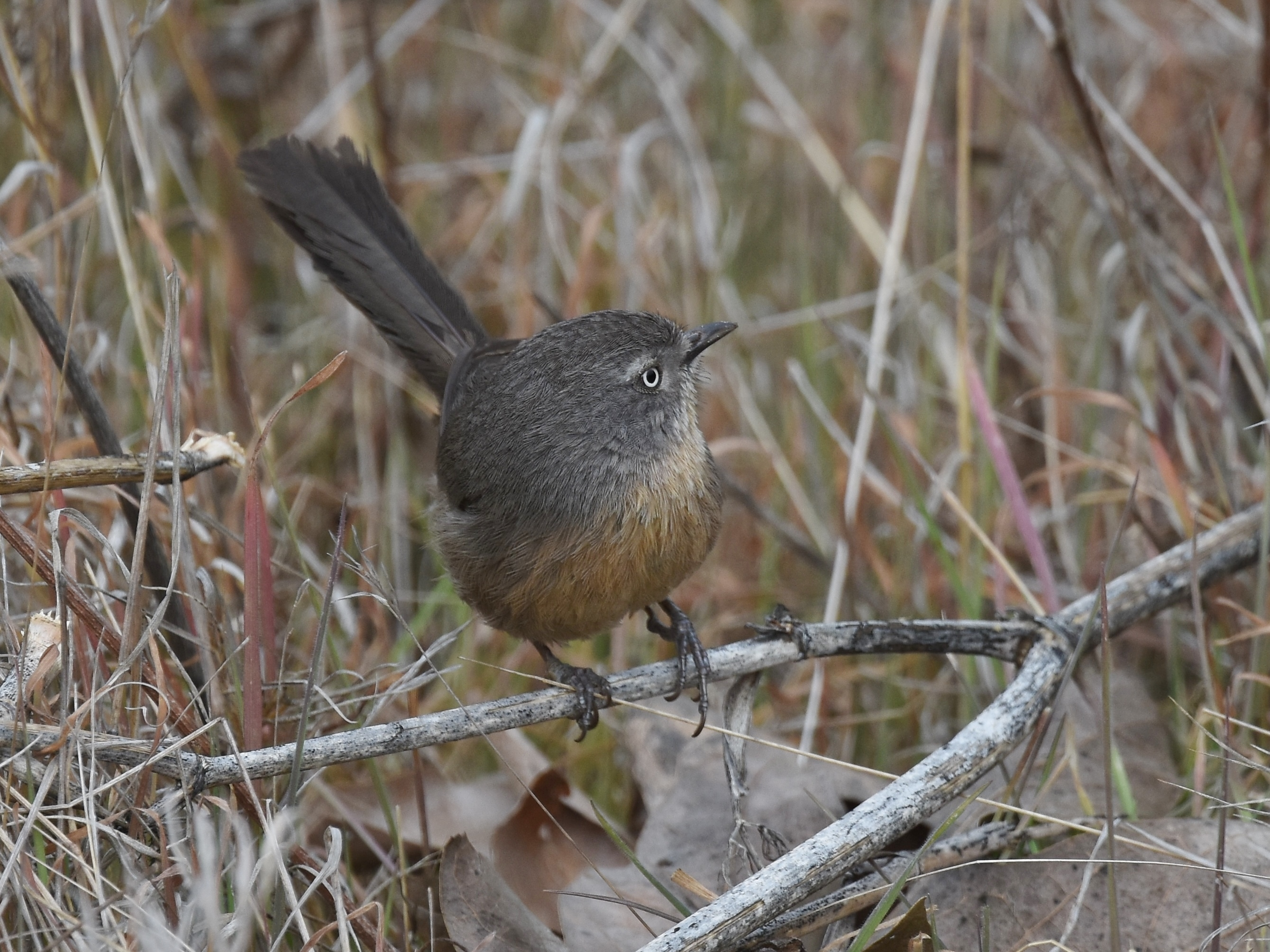
Chaparralgrasmücke (Chamaea fasciata)

  - Chaparralgrasmücke (Chamaea fasciata)
- Gattung Chleuasicus
  - Schwarzbrauen-Papageimeise (Chleuasicus atrosuperciliaris)
- Gattung Chrysomma
  - Goldaugen-Grasmücke (Chrysomma sinense)
  - Jerdongrasmücke (Chrysomma altirostre)
- Gattung Conostoma
  - Riesenpapageimeise (Conostoma aemodium)
- Gattung Cholornis
  - Einfarb-Papageimeise (Cholornis unicolor)
  - Dreizehen-Papageimeise (Cholornis paradoxus)

- Gattung Fulvetta

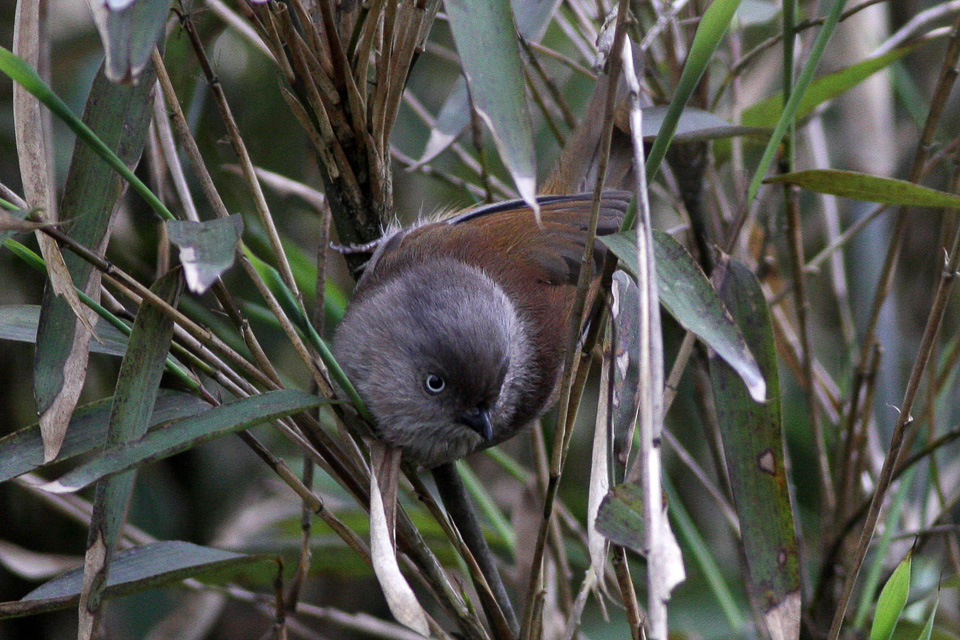
Streifenkehl-Grasmücke (Fulvetta manipurensis)

  - Weißbrauen-Grasmücke (Fulvetta vinipectus)
  - Berggrasmücke (Fulvetta striaticollis)
  - Rostscheitel-Grasmücke (Fulvetta ruficapilla)
  - Bambusgrasmücke (Fulvetta danisi)
  - Braunohr-Grasmücke (Fulvetta ludlowi)
  - Graukopf-Grasmücke (Fulvetta cinereiceps)
  - Streifenkehl-Grasmücke (Fulvetta manipurensis)
  - Taiwangrasmücke (Fulvetta formosana)

- Gattung Lioparus

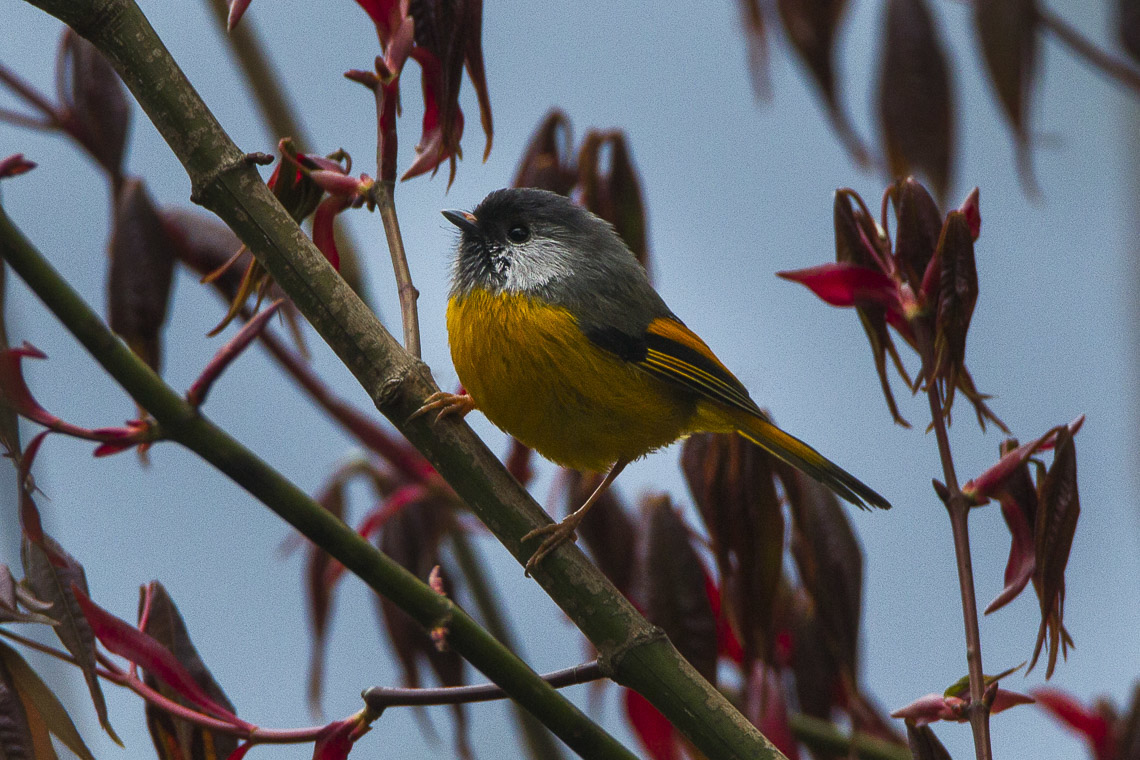
Goldgrasmücke (Lioparus chrysotis)

  - Goldgrasmücke (Lioparus chrysotis)
- Gattung Moupinia
  - Rostschwanz-Grasmücke (Moupinia poecilotis)
- Gattung Myzornis
  - Smaragdgrasmücke (Myzornis pyrrhoura)
- Gattung Neosuthora
  - Kurzschwanz-Papageimeise (Neosuthora davidiana)

- Gattung Paradoxornis

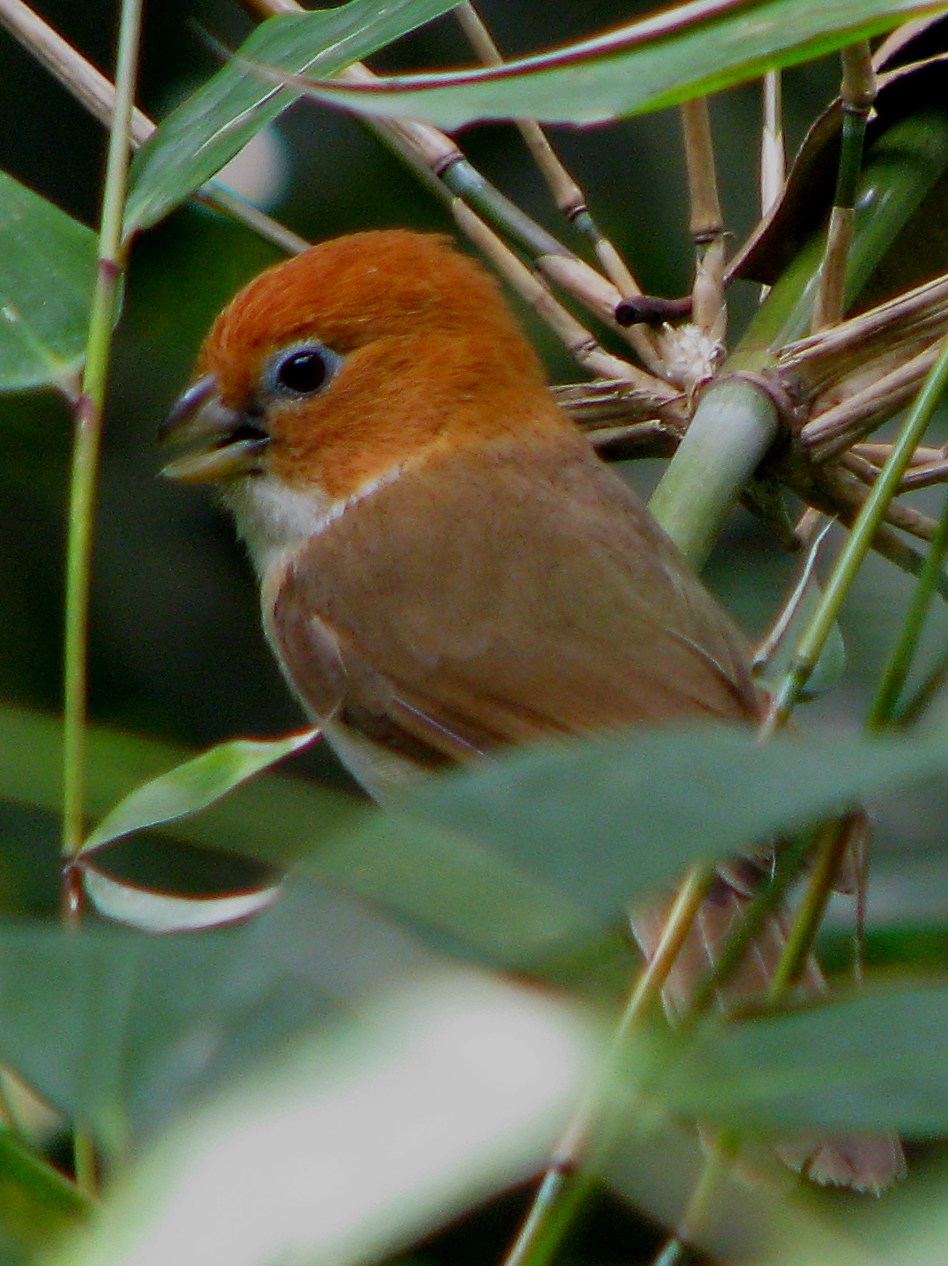
Weißkehl-Papageimeise (Psittiparus ruficeps)

  - Schwarzkehl-Papageimeise (Paradoxornis flavirostris)
  - Fleckenbrust-Papageimeise (Paradoxornis guttaticollis)
  - Jangtsepapageimeise (Paradoxornis heudei)
- Gattung Psittiparus
  - Weißkehl-Papageimeise (Psittiparus ruficeps)
  - Rotkopf-Papageimeise (Psittiparus bakeri)
  - Graukopf-Papageimeise (Psittiparus gularis)
  - Schwarzkappen-Papageimeise (Psittiparus margaritae)
- Gattung Rhopophilus
  - Tarimgrasmücke (Rhopophilus albosuperciliaris)
  - Pekinggrasmücke (Rhopophilus pekinensis)

- Gattung Sinosuthora

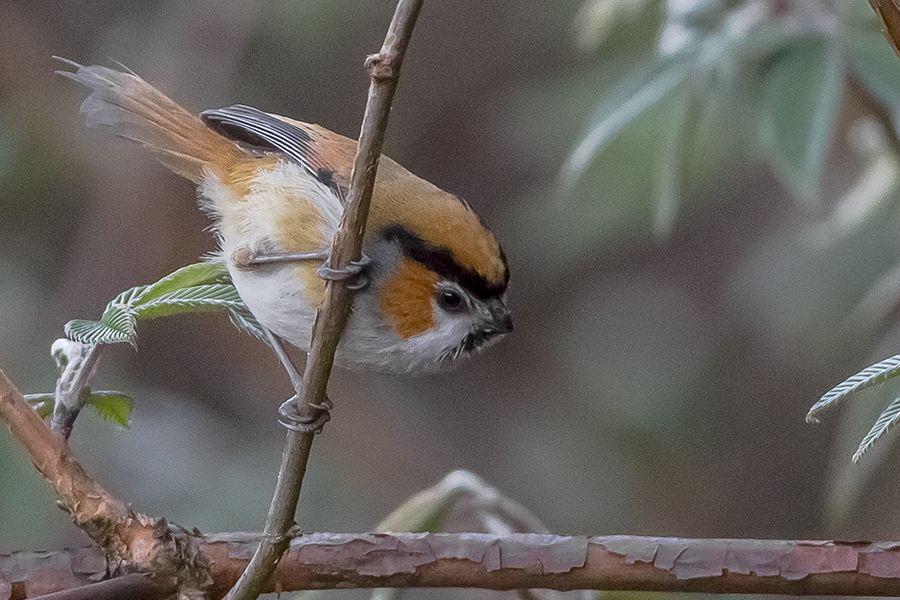
Grauohr-Papageimeise (Suthora nipalensis)

  - Brillenpapageimeise (Sinosuthora conspicillata)
  - Braunkopf-Papageimeise (Sinosuthora webbiana)
  - Graukehl-Papageimeise (Sinosuthora alphonsiana)
  - Braunflügel-Papageimeise (Sinosuthora brunnea)
  - Grauhauben-Papageimeise (Sinosuthora zappeyi)
  - Przewalski-Papageimeise (Sinosuthora przewalskii)
- Gattung Suthora
  - Gelbstirn-Papageimeise (Suthora fulvifrons)
  - Grauohr-Papageimeise (Suthora nipalensis)
  - Goldstirn-Papageimeise (Suthora verreauxi)

## Belege
1. ↑  Gelang, M., A. Cibois, E. Pasquet, U. Olsson, P. Alström und P.G.P. Ericson. 2009. Phylogeny of babblers (Aves, Passeriformes): major lineages, family limits and classification. Zoologica Scripta 38: 225–236. doi: 10.1111/j.1463-6409.2008.00374.x
2. ↑  IOC Taxonomy Updates - v2.6, 23. Oktober 2010, Seq 163
3. ↑  Tianlong Cai, Alice Cibois, Per Alström, Robert G. Moyle, Jonathan D. Kennedy, Shimiao Shao, Ruiying Zhang, Martin Irestedt, Per G. P. Ericson, Magnus Gelang, Yanhua Qu, Fumin Lei, Jon Fjeldså: Near-complete phylogeny and taxonomic revision of the world’s babblers (Aves: Passeriformes). Molecular Phylogenetics and Evolution, Volume 130, Januar 2019, Seite 346–356, doi: 10.1016/j.ympev.2018.10.010, PDF